# Сквейгор, Кристиан Хоманн
Кристиан Хоманн Сквейгор (норв. Christian Schweigaard; 14 октября 1838, Кристиания, Шведско-норвежская уния — 24 марта 1899, Кристиания) — норвежский политический и государственный деятель, Премьер-министр правительства в Кристиании (3 апреля — 26 июня 1884), юрист. Мэр Кристиании (1879—1880 и 1885—1889).

## Биография
Сын члена норвежского парламента. Изучал право в Университете Христиании, позже в Лондоне и Париже. С 1864 года — адвокат Верховного суда Норвегии.
Член и председатель Консервативной партии Норвегии. С 1886 по 1897 год избирался депутатом Стортинга.
Занимал пост министра аудита (1880—1882), министра юстиции (с сентября по октябрь 1881 года). Был членом Государственного совета в Стокгольме с сентября 1882 по август 1883 года. Министр финансов с сентября 1883 по апрель 1884 года.
Король Швеции Оскар II в 1884 году назначил его Премьер-министром в Кристиании.
Похоронен на Спасском кладбище Осло.